# شيم إيفي
شيم إيفي (بالتركية: Cem Efe)‏ (9 يونيو 1978 ببرلين الغربية - ) هو مدرب كرة قدم ولاعب كرة قدم تركي في مركز الوسط. لعب مع أنقرة غوجو ونادي أوسنابروك وFC Oberlausitz Neugersdorf ‏ وSV Yeşilyurt ‏ وTorgelower FC Greif ‏ وSV Babelsberg 03 ‏ وTürkiyemspor Berlin ‏ وBerliner AK 07 ‏ ونادي مبن ‏ وHertha BSC II ‏.

## وصلات خارجية
- شيم إيفي على موقع بيانات كرة القدم. دي إي (الألمانية)